# Fruitvale (Colorado)
Fruitvale è un centro abitato (census-designated place) degli Stati Uniti d'America, situato nella contea di Mesa dello stato del Colorado. Nel censimento del 2000 la popolazione era di 6.936 abitanti.

## Geografia fisica
Secondo i rilevamenti dell'United States Census Bureau, Fruitvale si estende su una superficie di 8 km².